# Magdalena Warakomska
Magdalena Warakomska (ur. 27 marca 1997 w Białymstoku) – polska łyżwiarka szybka specjalizująca się w short tracku, uczestniczka igrzysk olimpijskich w 2018.
Łyżwiarstwo rozpoczęła uprawiać w 2008 w klubie Juvenia Białystok. Studiuje na Politechnice Opolskiej.
W 2019 roku została chorążym reprezentacji Polski podczas Zimowej Uniwersjady w Krasnojarsku.

## Wyniki
- Igrzyska Olimpijskie

| Igrzyska        | Konkurencja | Kwalifikacje | Kwalifikacje | Ćwierćfinał | Ćwierćfinał | Półfinał | Półfinał | Finał | Finał   | Miejsce |
| Igrzyska        | Konkurencja | Czas         | Pozycja      | Czas        | Pozycja     | Czas     | Pozycja  | Czas  | Pozycja | Miejsce |
| --------------- | ----------- | ------------ | ------------ | ----------- | ----------- | -------- | -------- | ----- | ------- | ------- |
| Pjongczang 2018 | 500 metrów  | 44,311       | 4.           | NQ          | NQ          | NQ       | NQ       | NQ    | NQ      | 28.     |
| Pjongczang 2018 | 1000 metrów | 1:31,259     | 2. Q         | 1:31,698    | 3.          | NQ       | NQ       | NQ    | NQ      | 12.     |
| Pjongczang 2018 | 1500 metrów | 2:23,693     | 4.           | NQ          | NQ          | NQ       | NQ       | NQ    | NQ      | 20.     |

- Mistrzostwa Świata
  - Seul 2016
    - 500 m - 27. miejsce
    - 1000 m - 27. miejsce
    - 1500 m - 26. miejsce
    - wielobój - 28. miejsce

  - Rotterdam 2017
    - 500 m - 20. miejsce
    - 1000 m - 42. miejsce
    - 1500 m - 30. miejsce
    - wielobój - 31. miejsce
- Mistrzostwa Świata Juniorów
  - Erzurum 2014
    - sztafeta - 9. miejsce
    - wielobój - 37. miejsce

  - Osaka 2015
    - sztafeta - 8. miejsce
    - wielobój - 23. miejsce

  - Sofia 2016
    - sztafeta - 4. miejsce
    - wielobój - 20. miejsce
- Mistrzostwa Europy
  - Dordrecht 2015
    - sztafeta - 5. miejsce

  - Soczi 2016
    - sztafeta - 11. miejsce
    - wielobój - 14. miejsce

  - Turyn 2017
    - 500 m - 21. miejsce
    - 1000 m - 27. miejsce
    - 1500 m - dyskwalifikacja
    - sztafeta - 6. miejsce
    - wielobój - 31. miejsce

  - Drezno 2018
    - 500 m - 8. miejsce
    - 1000 m - 16. miejsce
    - 1500 m - 12. miejsce
    - sztafeta - dyskwalifikacja
    - wielobój - 12. miejsce
- Mistrzostwa Polski
  - Opole 2017[9]
    - 500 m - 2. miejsce
    - 1000 m - 1. miejsce
    - 1500 m - 1. miejsce
    - 3000 m - 2. miejsce
    - wielobój - 1. miejsce

  - Tomaszów Mazowiecki 2018[10]
    - 500 m - 1. miejsce
    - 1000 m - dyskwalifikacja
    - 1500 m - 1. miejsce
    - 3000 m - 1. miejsce
    - wielobój - 1. miejsce